# Des livres et moi
Cet article possède des paronymes, voir Délivrez-moi (film) et Délivrez-moi !.
Des livres et moi est une émission de télévision littéraire française hebdomadaire présentée par Frédéric Beigbeder et diffusée du 16 septembre 2001 à juin 2002 sur Paris Première. 

## Principe de l'émission
Installée dans le cadre du cabaret parisien Le Milliardaire, l'émission accueillait chaque semaine deux écrivains ou auteurs qui lisaient des extraits de leur récentes œuvres et se confrontaient à la critique de chroniqueurs littéraires qui devaient se prononcer « pour » ou « contre » l'œuvre en question.
L'émission était diffusée le dimanche à 19 heures.
À noter, la présence récurrente de l'actrice pornographique Estelle Desanges. Son rôle était de lire les passages sexuellement explicites des ouvrages présentés, ainsi que des textes érotiques.
L'émission fit parler d'elle le dimanche 3 mars 2002 lors d'une édition spéciale « nu ». Frédéric Beigbeder, les invités Noël Godin et Guillaume Dustan, ainsi que le public firent l'émission entièrement nu, avec pour thème d'émission « La provocation ».